# گروه تیت-شافارویچ
در هندسه حسابی، گروه تیت-شافارویچ (Tate-Shafarevich Group) (که با نماد ‎Ш(A/K) نمایش داده می‌شود) از واریته آبلی چون A (یا به‌طور کلی تر از یک اسکیم گروهی) که بر روی میدان عددی چون K تعریف شده است، شامل عناصری از گروه ویل-شتله (Weil-Châtelet) است (با نماد {\displaystyle WC(A/K)=H^{1}(G_{K},A)}) که در تمام کامل‌سازی‌های {\displaystyle K} (یعنی میدان‌های p-ادیک که از {\displaystyle K} بدست آمده‌اند، به علاوه کامل‌سازی‌های حقیقی و مختلط) بدیهی می‌شود. ازین رو، این گروه را برحسب کوهمولوژی گالوا می‌توان به صورت زیر نوشت:
{\displaystyle \bigcap _{v}\mathrm {ker} \left(H^{1}\left(G_{K},A\right)\rightarrow H^{1}\left(G_{K_{v}},A_{v}\right)\right).}
این گروه توسط سرج لانگ و جان تیت و ایگور شافارویچ معرفی شد. کسِلز نماد ‎Ш(A/K) را معرفی نمود که در آن Ш الفبای سیریلیک «شا» است که اول اسم شافارویچ است. او این نماد را جایگزین نماد قدیمی‌تر TS ساخت.

## ارجاعات
1. ↑  Lang & Tate 1958.
2. ↑  Shafarevich 1959.